# Giuseppe Grabinski
Giuseppe Grabinski (Varsavia, 19 marzo 1771 – San Martino in Argine, 25 agosto 1843) è stato un ufficiale polacco.

## Biografia e carriera militare
Giuseppe Gioacchino Grabinski discendeva da un'antica famiglia polacca, che dal XVI secolo in avanti annoverava nel suo albero genealogico ufficiali, sacerdoti, funzionari amministrativi, abati e castellani. Nel 1791, seguendo l'esempio di molti suoi connazionali, si arruolò nell'esercito patrio. Per lunghi anni militò nell'Armata napoleonica: combatté in particolare in Italia e partecipò alla campagna d'Egitto, dove venne anche preso prigioniero.  Lasciò il servizio effettivo nel 1808, per ragioni di salute, e decise di prendere dimora in Italia, dove possedeva terre. Nel 1811, già trasferitosi in Italia, sposò la contessa Marianna Broglio, di 25 anni più giovane di lui, da cui ebbe quattro figli, di cui solo due sopravvissero: Enrico, nato a Bologna nel 1815 e morto nel 1870 e Carlo, nato a Corfù nel 1829 e morto nel 1884. Il matrimonio fu piuttosto burrascoso, come attestano molte annotazioni del De' Buoi: “La Signora Maria Broglio Grabinschi temendo le furie del Marito fugì di Casa e si ricovrò presso suo Padre e vi entrò di mezzo il Cardinal Legato Lante per accomodarli” , ma venne sempre “accomodato”.
Negli anni della Restaurazione, Grabinski condusse un'intensa vita mondana, ma si occupò anche delle proprie terre: entrò a far parte della Società Agraria, della quale facevano parte grandi proprietari e molti con idee innovative spiccate, fu collezionista e bibliofilo.

### Polonia
A 23 anni prese parte all'insurrezione del 1794 guidata da Tadeusz Kościuszko, che dapprima conseguì successi importanti contro la Russia, ma che si concluse nell'autunno di quello stesso anno con una definitiva sconfitta e la definitiva spartizione della Polonia tra impero zarista e regno prussiano. Dopo questi avvenimenti Grabinski lasciò il proprio paese, e si stabilì in Italia.

### Italia
In Italia agli ordini del generale Giovanni Enrico Dabrowski, nelle file della Grande Armata francese, combatté fino al 1807 conseguendo anche la Legion d’Onore.
Entrato in conflitto con i disegni napoleonici in occasione della campagna iberica contro i francesi, si dimise dall'esercito e si stabilì a Bologna, dove aveva acquistato proprietà terriere. Nel 1809 fu a capo delle forze che si opposero alle bande di briganti che percorrevano le campagne tra il bolognese e il ferrarese, ottenendo un completo successo.
In occasione dei moti insurrezionali del 1831, si vide affidare dal neo-governo delle Provincie Unite il comando delle truppe, non riuscendo purtroppo a ottenere alcun risultato positivo.
Tramontato il breve astro delle libere Provincie Unite, Grabinski, come la maggior parte dei coinvolti in quell'effimero tentativo, fu costretto all'esilio. Già nell'aprile del 1831 raggiunse Parigi, dove continuò a tentare vie diplomatiche a favore della libertà italiana, ancora una volta senza successo, visti soprattutto gli sviluppi internazionali degli eventi.
Ritornò a Bologna nell'autunno del 1831, dopo essere riuscito ad ottenere dalle autorità francesi il riconoscimento del suo vecchio stato di servizio nell'armata napoleonica, che gli fornirono lo status di straniero con casa nello Stato Pontificio, come tale protetto dalle autorità francesi e non perseguibile per le rivolte dell'inverno precedente. Da quel momento non si occupò più di politica, rimanendo a vivere nelle sue tenute di San Martino in Argine fino alla morte sopraggiunta nel 1843.
Venne sepolto nella Certosa di Bologna in un loculo provvisorio  e il 18 agosto 1846 venne traslato definitivamente nella cella Grabinski approntata nella Loggia di Levante al n.11, anche se i lavori di decorazione e di posa della scultura saranno completati solo nel 1861.